# Україна на танцювальному Євробаченні
Вперше Україна взяла участь у танцювальному конкурсі Євробачення, який відбувся у Лондоні, у 2007 році. Представляли країну Юлія Окропірідзе, студентка Київського національного університету культури і мистецтв, та Ілля Сидоренко, професійний танцівник з бальної хореографії. Пара танцювала квікстеп та шоуденс. Тоді Україна взяла срібло на танцювальному Євробаченні, отримавши 121 бал від усіх країн.
На цьому конкурсі у Глазго у 2008 році Україну  представляли Лілія Подкопаєва та Сергій Костецький. Вони завоювали бронзову нагороду. 
Хоча Україна жодного разу ще не вигравала танцювальне Євробачення, вона є найуспішнішою країною-учасницею, яка завжди входила в трійку переможців.

## Конкурсанти
Ключ до таблиць
| Рік  | Пара                                 | Танці                             | Місце | Оцінки |
| ---- | ------------------------------------ | --------------------------------- | ----- | ------ |
| 2007 | Юлія Окропірідзе & Ілля Сидоренко    | Квікстеп & Шоуденс                | 2     | 121    |
| 2008 | Лілія Подкопаєва & Сергій Костецький | Джайв/Український народний танець | 3     | 119    |

## Історія голосування
Україна отримала найбільшу кількість балів від ...
| Місце | Країна          | Бали |
| ----- | --------------- | ---- |
| 1     | Росія           | 24   |
| 2     | Польща          | 22   |
| 3     | Литва           | 19   |
| =     | Португалія      | 19   |
| 4     | Велика Британія | 18   |

Україна віддала найбільшу кількість балів ...
| Місце | Країна     | Бали |
| ----- | ---------- | ---- |
| 1     | Росія      | 24   |
| 2     | Польща     | 20   |
| 3     | Литва      | 13   |
| 4     | Ірландія   | 10   |
| 5     | Португалія | 9    |

## Коментатори та представники
| Рік  | Телевізійний коментатор | Другий телевізійний коментатор | Представник      |
| ---- | ----------------------- | ------------------------------ | ---------------- |
| 2007 | Тимур Мірошниченко      | Олександра Мишко               | Святослав Влох   |
| 2008 | Тимур Мірошниченко      | Мирослав Кеба                  | Юлія Окропірідзе |